# Hans Richter (Mathematiker)

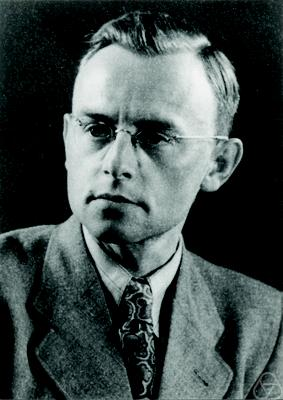
Hans Richter (um 1946)

Hans Werner Richter (* 2. Mai 1912 in Schönefeld bei Leipzig; † 3. Dezember 1978 in München) war ein deutscher Mathematiker. Er beschäftigte sich vor allem mit dem Gebiet der Wahrscheinlichkeitstheorie.

## Leben und Werk
Hans Richter, Sohn des Buchhandlungsgehilfen Otto Richter und seiner Ehefrau Frieda geb. Schindler, legte 1931 sein Abitur an der Leibnizschule in Leipzig ab und nahm mit dem Sommersemester 1931 das Studium der Mathematik und Physik an der Universität Leipzig auf. 1936 promovierte er bei Bartel Leendert van der Waerden mit der Dissertation „Über die Lösbarkeit des Einbettungsproblems für Abelsche Zahlkörper“ und legte im Dezember des gleichen Jahres das wissenschaftliche Lehramtsstaatsexamen ab. Von 1937 bis 1944 war er als wissenschaftlicher Assistent am Versicherungswissenschaftlichen Institut der Universität Leipzig tätig. 1938 heiratete er Elfriede Wende. Aus dieser Ehe gingen zwei Söhne hervor.
1940 folgte die Habilitation in Leipzig. Nach dreijährigem Kriegsdienst an der Ostfront wurde er Mitte 1944 verwundet. 1941 erhielt er eine Dozentur an der Leipziger Universität und wurde am 1. Oktober 1944 zum ao. Professor berufen. Gleichzeitig wurde er für den Kriegsdienst in der Waffenforschung verpflichtet. Nach 1945 arbeitete er an einem Forschungsinstitut in Saint-Louis (Elsass) als wissenschaftlicher Mitarbeiter und erhielt zugleich an der Albert-Ludwigs-Universität Freiburg einen Lehrauftrag und schließlich am 21. August 1950 die Berufung zum Honorarprofessor. 1955 wurde er ordentlicher Professor an der Ludwig-Maximilians-Universität München mit dem neuen Lehrstuhl für Mathematische Statistik und Wirtschaftsmathematik. Gemeinsam mit Leopold Schmetterer gründete Richter die Zeitschrift für Wahrscheinlichkeitstheorie und verwandte Gebiete (seit 1986 Probability Theory and Related Fields). 1965 ernannte ihn die Bayerische Akademie der Wissenschaften zum ordentlichen Mitglied. 1975 wurde er emeritiert.
Richters mathematische Arbeit hatte mehrere Schwerpunkte. In Leipzig widmete er sich zunächst der Algebra und Zahlentheorie, dann auch der mathematischen Statistik; in seiner Arbeit in Saint-Louis hatte er mit physikalischen und numerischen Fragen zu tun, wobei letztere damals, vor dem Einsatz von Rechenanlagen, andere Methoden erforderten als heute. Zur selben Zeit wandte er sich erneut der Wahrscheinlichkeitstheorie zu, diesmal mit stärkerer Betonung der axiomatischen Grundlagen, und verfasste  eines der ersten deutschen Lehrbücher dieses Gebietes. Diese Thematik sollte ihn auch in den folgenden Jahrzehnten seines Schaffens leiten. Eine ausführliche Darstellung seines wissenschaftlichen Werkes findet sich im Nachruf seiner Schüler Bierlein und Mammitzsch.

## Veröffentlichungen
- Wahrscheinlichkeitstheorie. Springer, 1. Aufl. 1956, 2. Aufl. 1966
- Methode der kleinsten Quadrate. Mit Volker Mammitzsch, Kohlhammer, 1973, ISBN 3-408-53052-1
- zahlreiche Zeitschriftenartikel, eine Bibliografie findet sich im Nachruf[2]